# AGASSY
《AGASSY》（韓語：《아가씨》）是韓國女歌手徐穗珍作為個人出道的首張韓語迷你專輯，由BRD娛樂製作並於2023年11月8日發行，專輯共收錄了6首歌曲，包含同名主打曲。

## 背景
2021年，在退出(G)I-DLE並結束與Cube娛樂的合約後，徐穗珍便逐漸退出了公眾視線。然而到了2023年6月30日，她開設了個人Instagram帳號，這一舉動讓人們猜測她可能準備回歸娛樂圈。
2023年10月16日有媒體報導，徐穗珍已經與唱片公司BRD簽下了專屬合約。隨後，BRD方面發布聲明表示徐穗珍正在默默地準備作為個人歌手回歸歌壇。10月25日，一段名為《黑森林》的單色調舞蹈影片釋出，影片中她首先獨自演繹了一段搭配劇烈樂器聲響的当代舞，後半部分則有兩位戴著面具的舞者加入。10月26日，BRD宣布徐穗珍將在11月8日推出她的首張迷你專輯《Agassy》。EP的曲目列表於11月1日公佈，並確認主打歌就是同名曲目。11月3日，釋出了一段精選混音，其中包括了六首歌曲的片段。11月6日與7日，陸續釋出了主打歌音樂視頻的預告。11月8日下午5點，發布Agassy的音樂錄影帶。

### 美學
2023年10月26日，徐穗珍推出了她迷你專輯的概念預告片。影片中，她身穿韓國傳統服飾，包括韓服和髮簪。《MK體育》的記者金娜榮對此評論說，徐穗珍在概念照裡展現了她「無窮的概念轉換能力」和「多變的臉部表情以及成熟的魅力」。而《Newsis》的全在強也讚賞她能「創造出不同的氛圍」，從「迷人時髦」到「純真可愛」各種風格都能駕馭。

## 發展過程
在接受Xport News採訪時，穗珍表示，《Agassy》是「她特質的全新融合——既純粹迷人，又充滿魅力和神秘感」。此外，她補充說：「以前，我展示了自己相對有魅力和強勢的一面，但這次，我決定展現自己不同的一面。我希望我的粉絲和觀眾能夠享受一個完全不同版本的我。」
穗珍描述第五首歌曲《Sunset》是她「最喜愛的歌曲」，因為當她第一次聽到這首歌時，它讓她能夠想像與粉絲見面的美好旅程。

## 組成

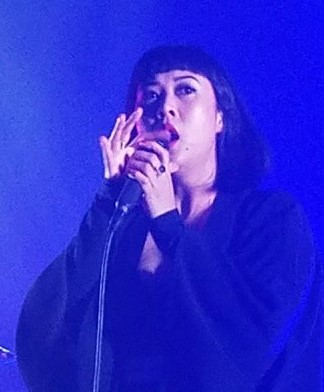
來自The Naked and Famous的新西兰音樂人Alisa Xayalith創作了這張專輯的結尾曲。

《Agassy》的標準版包含六首歌曲，融合了舞曲、R&B和K-ballad等多種音樂風格。這張迷你專輯被描述為「穗珍的新起點」，通過展示她「獨特的優勢」和「無與倫比的音樂色彩」，突顯出「更成熟的氣息」。專輯中的歌曲由多位詞曲作家和製作人創作，包括Yuth、Rhode、Suen、Kim Chae Ah、Flip_00、Ellui、Josh Grant和Alisa Xayalith等。

### 歌曲介紹
開場曲《Flowering》描寫了「在溫暖的陽光下綻放的花朵」。其旋律由吉他和弦樂構成，營造出「慵懶而奇異的緊張感」。主打歌《Agassy》以東方音樂風格為特徵，融合了穗珍的「獨特色彩」和「穿越過去與現在的奇異感覺」。第三首歌曲《Sunflower》表達了「一頭栽進愛情」的經歷，將這種情感比喻為「在歌手內心綻放的向日葵」。
《TyTy》是一首「明亮」且「朗朗上口」的歌曲，表達了對「在任何情況下都默默保護歌手」的人的感激之情。這首歌的音樂基於「在副歌中跳動的閃爍合成器」，並在歌唱中展示了「輕柔、層疊的假音」。接下來的《Sunset》是一首「朦朧的」R&B歌曲，歌手以「女中音」音域演唱，伴隨著波薩諾瓦節奏。這首歌的歌詞「詩意地」描述了「觀看太陽沉入地平線」的景象。
最後一首歌曲《Bloodredroses》是一首「憂鬱的音符」，表達了戀愛關係破裂的痛苦。最終，穗珍「承認她不得不面對的考驗與磨難」，並「找到空間接受自己因這些經歷而成長」。

## 評論反響
| 評論得分 | 評論得分 |
| 來源     | 評分     |
| -------- | -------- |
| NME      | [ 15 ]   |

NME的Carmen Chin形容這張迷你專輯為「一封迷人的自我情書」和「她重返舞台的力量證明」。她總結道：「即使《Agassy》在製作上有些保守，但它強調了穗珍一直擁有的潛力，並再次向世界展示了這一點。」

## 商業表現
《Agassy》在Circle Album Chart上首次亮相便排名第八，在不到五天的追蹤期內售出66,463張。在2023年12月3日至9日的排行榜上，該迷你專輯達到新的峰值，排名第七。截至2023年12月13日，該迷你專輯在Hanteo Chart上的銷量已超過10萬張。

## 曲目
| AGASSY   | AGASSY            | AGASSY                                      | AGASSY                                  | AGASSY           | AGASSY |
| 曲序     | 曲目              |                                             | 作曲                                    | 编曲             | 时长   |
| -------- | ----------------- | ------------------------------------------- | --------------------------------------- | ---------------- | ------ |
| 1.       | Flowering（開花） | Yuth                                        | Rhode                                   | Rhode            | 1:03   |
| 2.       | AGASSY            | Kang Eun Jeong (강은정) Mok Ji Min (목지민) | Yuth Puff (퍼프)                        | Yuth Puff (퍼프) | 2:45   |
| 3.       | Sunflower         | Suen (수엔) Rhode Kim Chae Ah (김채아)      | Suen (수엔) Rhode                       | Rhode            | 2:50   |
| 4.       | TyTy              | Suen (수엔) Rhode                           | Suen (수엔) Rhode Yuth                  | Yuth             | 2:32   |
| 5.       | SUNSET            | Kim Chae Ah (김채아) Flip_00 Ellui          | Flip_00 Ellui 37                        | Flip_00 37       | 2:45   |
| 6.       | bloodredroses     | Choi Min Ji (최민지)                        | Josh Grant Alisa Xayalith  | Grant            | 2:47   |
| 总时长： | 总时长：          | 总时长：                                    | 总时长：                                | 总时长：         | 14:42  |

## 榜單
| 性質   | 榜單 (2023)       | 峰值 |
| ------ | ----------------- | ---- |
| 周榜單 | 南韓專輯 (Circle) | 7    |
| 月榜單 | 南韓專輯 (Circle) | 18   |

## 銷售
| 地區                                  | 认证 | 认证单位/销量 |
| ------------------------------------- | ---- | ------------- |
|                                       | —    | 100,000       |
| *僅含認證的實際銷量 ^僅含認證的出貨量 |      |               |

## 發行歷史
| 發行地區 | 發行日期      | 發行形式        | 廠牌                                    |
| -------- | ------------- | --------------- | --------------------------------------- |
|          | 2023年11月8日 | CD 數位音樂下載 | BRD Genie音樂 Stone Music Entertainment |
| 全球     | 2023年11月8日 | CD 數位音樂下載 | BRD Genie音樂 Stone Music Entertainment |